# Dennis Villanueva
Dennis Jaramel Villanueva (Roma, 28 aprile 1992) è un calciatore filippino, centrocampista del Pescatori Ostia.

## Biografia
Nasce il 28 aprile 1992 a Roma, da Daniel e Dahlia Villanueva, immigrati filippini.

## Carriera

### Club
Ha giocato nella prima divisione filippina ed in quella thailandese.

### Nazionale
Esordisce con la nazionale filippina il 30 marzo 2015, in occasione dell'amichevole contro il Bahrein, subentrando nei minuti finali.

## Statistiche

### Presenze e reti nei club
Statistiche aggiornate al 29 giugno 2017.
| Stagione          | Squadra           | Campionato        | Campionato | Campionato | Coppe nazionali | Coppe nazionali | Coppe nazionali | Coppe continentali | Coppe continentali | Coppe continentali | Altre coppe | Altre coppe | Altre coppe | Totale | Totale |
| Stagione          | Squadra           | Comp              | Pres       | Reti       | Comp            | Pres            | Reti            | Comp               | Pres               | Reti               | Comp        | Pres        | Reti        | Pres   | Reti   |
| ----------------- | ----------------- | ----------------- | ---------- | ---------- | --------------- | --------------- | --------------- | ------------------ | ------------------ | ------------------ | ----------- | ----------- | ----------- | ------ | ------ |
| 2012-2013         | Ostia Mare        | D                 | 27         | 1          | CI-D            | -               | -               | -                  | -                  | -                  | -           | -           | -           | 27     | 1      |
| 2013-2014         | Ostia Mare        | D                 | 16         | 0          | CI-D            | 1               | 0               | -                  | -                  | -                  | -           | -           | -           | 17     | 0      |
| Totale Ostia Mare | Totale Ostia Mare | Totale Ostia Mare | 43         | 1          |                 | 1               | 0               |                    | -                  | -                  |             | -           | -           | 44     | 1      |
| 2015              | Global            | UFL               | 10         | 2          | CS              | 6               | 1               | AFC                | 6                  | 0                  | -           | -           | -           | 22     | 3      |
| 2016              | Global            | UFL               | 16         | 3          | CS              | 2               | 0               | -                  | -                  | -                  | -           | -           | -           | 17     | 3      |
| 2017              | Global            | UFL               | ?          | ?          | CS              | 5               | 0               | ACL+AFC            | 2+8                | 0+1                | -           | -           | -           | 15+    | 1+     |
| Totale Global     | Totale Global     | Totale Global     | 25         | 5          |                 | 13              | 1               |                    | 16                 | 1                  |             | -           | -           | 54     | 7      |
| Totale carriera   | Totale carriera   | Totale carriera   | 68         | 6          |                 | 14              | 1               |                    | 16                 | 1                  |             | -           | -           | 98     | 8      |

### Cronologia presenze e reti in nazionale
| Cronologia completa delle presenze e delle reti in nazionale ― Filippine | Cronologia completa delle presenze e delle reti in nazionale ― Filippine | Cronologia completa delle presenze e delle reti in nazionale ― Filippine | Cronologia completa delle presenze e delle reti in nazionale ― Filippine | Cronologia completa delle presenze e delle reti in nazionale ― Filippine | Cronologia completa delle presenze e delle reti in nazionale ― Filippine | Cronologia completa delle presenze e delle reti in nazionale ― Filippine | Cronologia completa delle presenze e delle reti in nazionale ― Filippine |
| Data                                                                     | Città                                                                    | In casa                                                                  | Risultato                                                                | Ospiti                                                                   | Competizione                                                             | Reti                                                                     | Note                                                                     |
| ------------------------------------------------------------------------ | ------------------------------------------------------------------------ | ------------------------------------------------------------------------ | ------------------------------------------------------------------------ | ------------------------------------------------------------------------ | ------------------------------------------------------------------------ | ------------------------------------------------------------------------ | ------------------------------------------------------------------------ |
| 30-3-2015                                                                | Riffa                                                                    | Bahrein                                                                  | 2 – 1                                                                    | Filippine                                                                | Amichevole                                                               | -                                                                        | 86’                                                                      |
| 16-6-2015                                                                | Doha                                                                     | Yemen                                                                    | 0 – 2                                                                    | Filippine                                                                | Qual. Mondiali 2018                                                      | -                                                                        | 78’                                                                      |
| 3-9-2015                                                                 | Manila                                                                   | Filippine                                                                | 2 – 0                                                                    | Maldive                                                                  | Amichevole                                                               | -                                                                        | 78’                                                                      |
| 24-3-2016                                                                | Tashkent                                                                 | Uzbekistan                                                               | 1 – 0                                                                    | Filippine                                                                | Qual. Mondiali 2018                                                      | -                                                                        | 70’                                                                      |
| 6-9-2016                                                                 | Biškek                                                                   | Kirghizistan                                                             | 1 – 2                                                                    | Filippine                                                                | Amichevole                                                               | -                                                                        | 15’                                                                      |
| 10-10-2016                                                               | Manila                                                                   | Filippine                                                                | 1 – 3                                                                    | Corea del Nord                                                           | Amichevole                                                               | -                                                                        | 89’                                                                      |
| 9-11-2016                                                                | Manila                                                                   | Filippine                                                                | 1 – 0                                                                    | Kirghizistan                                                             | Amichevole                                                               | -                                                                        | 87’                                                                      |
| 22-3-2017                                                                | Manila                                                                   | Filippine                                                                | 0 – 0                                                                    | Malaysia                                                                 | Amichevole                                                               | -                                                                        |                                                                          |
| 28-3-2017                                                                | Manila                                                                   | Filippine                                                                | 4 – 1                                                                    | Nepal                                                                    | Qual. Coppa d'Asia 2019                                                  | -                                                                        | 4’ 46’                                                                   |
| 13-6-2017                                                                | Dušanbe                                                                  | Tagikistan                                                               | 3 – 4                                                                    | Filippine                                                                | Qual. Coppa d'Asia 2019                                                  | -                                                                        |                                                                          |
| Totale                                                                   |                                                                          | Presenze                                                                 | 10                                                                       |                                                                          | Reti                                                                     | 0                                                                        |                                                                          |

## Palmarès

### Club

#### Competizioni nazionali
- Campionato filippino: 1

Global: 2016